# Sveitarfélagið Garður

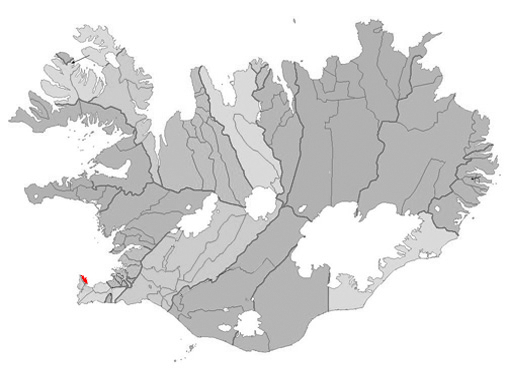

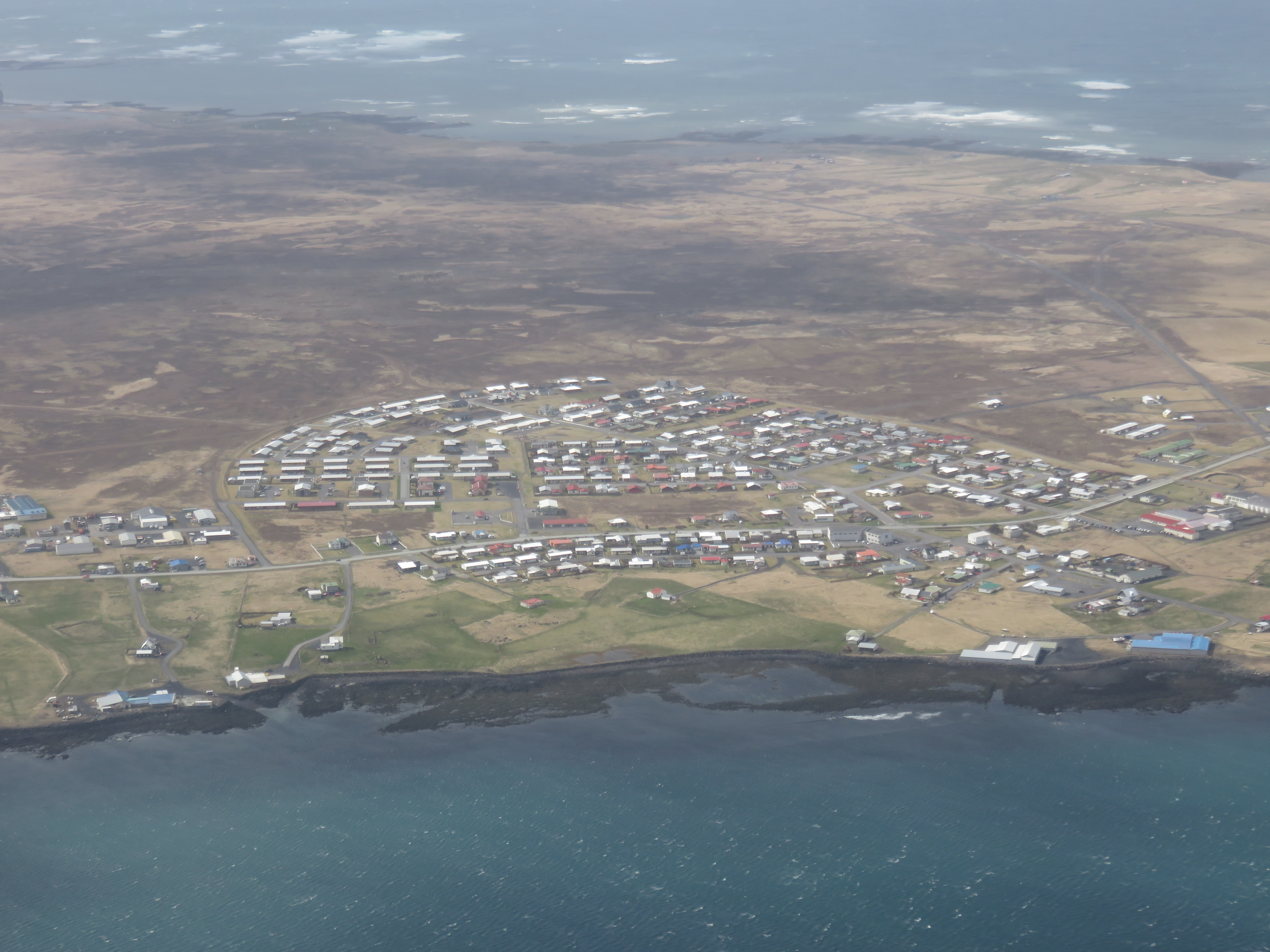
Garður

Sveitarfélagið Garður var en kommun i regionen Suðurnes på Island. Den slogs samman med Sandgerðisbær och de bildade kommunen Suðurnesjabær i juni 2018. Folkmängden var 1 511 (2017).